# Torma Zsófia
Torma Zsófia (Csicsókeresztúr, 1832. szeptember 27. – Szászváros, 1899. november 14.) magyar ősrégész,  első magyar régésznő. Van olyan forrás, amely szerint a világ első női régésze volt.

## Családja
Édesapja Torma József történész, édesanyja az erdélyi örmény nemesi Dániel család leszármazottja,  Dániel Jozefa. Torma Károly (1829–1897) régész, országgyűlési képviselő testvére.

## Élete
Szászvárosban telepedett le, így Hunyad vármegye csigatelepeit kezdte tanulmányozni. 1875-ös budapesti ősembertani kongresszuson, Rómer Flóris felhívására Tordos őstelepét kezdte ásatni, ahol meglepő felfedezésekre jutott. A szerencsés kezdetet Déva közelében a jelzett völgyön, Nándor-Válya (hajdan Ság), Nándor s főleg a nándori barlang őstelepeinek kutatása követte. Téglás Gábor külön füzetet írt leleteiről. 1876-ban külföldi tanulmányutakat tett, kétszer is részt vett a német antropológusok gyűlésein, ahol kiváló szakemberekkel konzultált, főként a szimbolikus díszítésű edények jelentőségéről.
Első felolvasásait az Erdélyi Múzeum-Egyesület, majd az 1881-ben Déván létrejött Hunyadvármegyei Történelmi és Régészeti Társulat gyűlésein tartotta és e két társulat évkönyveiben közölte értekezéseit. 1899-ben királyi engedéllyel kapta meg a kolozsvári egyetem bölcsészdoktori oklevelét. 
Részt vett a kolozsvári múzeum megalapításában s tagja lön számos anthropologiai és régészeti egyletnek. Leleteinek másodpéldányait egyleteknek, iskoláknak ajándékozás daczára, hogy költséges buvárlatait mind idegen támogatás nélkül saját költségén végezé, — jótékony keze mindig tudott juttatni más nemes czélokra is. Iskolák építésére, kulturintézetekre mindig örömest áldozott s jószágán maga állított föl magyar népiskolát
Több tudományos és jótékonysági egyletnek is tagja volt. 10 387 darabból álló régészeti gyűjteményét halála után az Erdélyi Múzeum érem- és régiségtára őrizte.

## Főbb művei
- 1879 Hunyadvármegye neolith-kőkorszakbeli telepek. Erdélyi Múzeum.
- 1880 A nándori barlangcsoportozat. Erdélyi Múzeum, VII. évf. 6. sz. 153-171. old. és 7. sz. 206-209. old.
- 1887 A római uralom előtti Dácziának planeta cultusáról. Erdélyi Múzeum.
- 1894 Ethnographische Analogien. Ein Beitrag zur Gestaltungs- und Entwicklungsgeschichte der Religionen. Erdélyi Múzeum. (Ism. Liter. Centrablatt 10).
- 1896 Hazánk népe ős mythosának maradványai. Deés.
- 1897 A tordosi őstelep és hazánk népe ősmythosának maradványai (Hunyad vm. monográfiájában, Budapest.
- 1902 Hunyad vármegye földjének története az őskortól a honfoglalásig, in: Hunyad vármegye monográfiája, Budapest.

### Reprint kiadások
- Sumér nyomok Erdélyben, 2. kiadás, Magyar Őskutatás, Buenos Aires, 1973.
- Ethnographische Analogien - Sumér nyomok Erdélyben, Magyar Ház Kiadó, Budapest, 2008, ISBN 978-963-9335-57-8

## Emlékezete
- Nevét őrzi az 582910 Tormazsófia kisbolygó.[8]
- „190 éve született Dr. Torma Zsófia, az első magyar régésznő” című emlékülés előadásai. Zürichi Magyar Történelmi Egyesület, Budapest, 2023. január 27. = Acta Historica Hungarica Turiciensia XXXVIII. évf. 2. sz.